# Risihorn
Risihorn är en bergstopp i Schweiz.   Den ligger i distriktet Goms och kantonen Valais, i den centrala delen av landet, 80 km sydost om huvudstaden Bern. Toppen på Risihorn är 2 875 meter över havet, eller 58 meter över den omgivande terrängen. Bredden vid basen är 0,11 km.
Terrängen runt Risihorn är mycket bergig. Närmaste större samhälle är Naters, 19,8 km sydväst om Risihorn. 
Trakten runt Risihorn består i huvudsak av gräsmarker. Runt Risihorn är det glesbefolkat, med 11 invånare per kvadratkilometer.